# Гормити (ТВ серија из 2018)
Гормити (енгл. Gormiti) је италијанско-шпанска  анимирана телевизијска серија направљена у копродукцији Giochi Preziosi, Planeta Junior и Kotoc Produccions, која је заснована на истоименој серији играчака. Неповезана са претходне две анимиране серије у франшизи, серија је представљена у октобру 2017. године на сајму MIPJunior. Почела је са приказивањем током јесени 2018. године у Шпанији и Италији.
У Србији се серија приказује од 17. марта 2020. године на каналу Dexy TV, синхронизована на српски језик. Синхронизацију је радио студио Облакодер.